# Вануату на Светском првенству у атлетици на отвореном 1983.
Вануату је учествовао на 1. Светском првенству у атлетици на отвореном 1983. одржаном у Хелсинкију Финска, од 7. до 14. августа. . Репрезентацију Вануатуа представљао је један атлетичар који се такмичио трчању на 100 метара.
На овом првенству Вануату није освојио ниједну медаљу, а оборен је један лични рекорд.

## Резултати

### Мушкарци
| Атлетичар    | Дисциплина | Лични рекорд | Квалификације   | Квалификације | Група                | Група                | Полуфинале           | Полуфинале           | Финале               | Финале        | Детаљи |
| Атлетичар    | Дисциплина | Лични рекорд | Резултат        | Место         | Резултат             | Место                | Резултат             | Место                | Резултат             | Место         | Детаљи |
| ------------ | ---------- | ------------ | --------------- | ------------- | -------------------- | -------------------- | -------------------- | -------------------- | -------------------- | ------------- | ------ |
| Жорж Танијел | 100 м      |              | 11,02 ЛР        | 6. гр 5       | Није се квалификовао | Није се квалификовао | Није се квалификовао | Није се квалификовао | Није се квалификовао | 52 / 65. (67) |        |
| Жорж Танијел | 200 м      |              | 22.28 (+1.3) ЛР | 6. гр 5       | Није се квалификовао | Није се квалификовао | Није се квалификовао | Није се квалификовао | Није се квалификовао | 39 / 52. (57) |        |